# Pycnonemosaurus
Pycnonemosaurus ist eine wenig bekannte Gattung theropoder Dinosaurier aus der Gruppe der Abelisauridae. Die fragmentarischen Überreste des bislang einzigen Fundes stammen aus der Oberkreide (Turonium bis Santonium) Brasiliens. Es handelt sich um den sowohl ersten formal benannten als auch um den derzeit am besten bekannten auf brasilianischem Gebiet entdeckten Abelisauriden. Die Verwandtschaftsbeziehungen innerhalb der Abelisauridae können wegen des sehr unvollständigen Fundes nicht bestimmt werden. Diese Gattung wurde 2002 von Alexander Kellner und Diógenes de Almeida Campos mit der einzigen Art Pycnonemosaurus nevesi wissenschaftlich beschrieben.

## Fund
Der Fund (Holotyp, Exemplarnummer DGM 859-R) besteht aus fünf Zähnen, Fragmenten von sieben Schwanzwirbeln, Schambein (Pubis), Schienbein (Tibia) sowie dem Fragment eines Wadenbeins (Fibula). Er wurde auf dem Land der Farm Roncador im brasilianischen Bundesstaat Mato Grosso gefunden. Die Fossilien stammen aus einem konglomeratischen Sandstein, der heute der Adamantina-Formation angerechnet wird, einer Formation der Bauru-Gruppe.

## Merkmale
Der etwa 9 Meter lange Pycnonemosaurus war vermutlich ein kräftig gebauter Abelisauride, worauf das kurze und robuste, 84,5 cm lange Schienbein hinweist, das dem des indischen Lametasaurus ähnelt. Wie bei anderen Abelisauriden sind die Enden der Diapophysen (seitliche Wirbelfortsätze) der Schwanzwirbel fächerförmig. Das Schambein ist lang, schlank und in Seitenansicht gerade. Anders als bei anderen Abelisauriden weist das untere Ende dieses Knochens auf der anterolateralen Seite einen als Muskelansatzstelle dienenden Vorsprung auf.

## Belege
1. 1 2 3 4  Carlos Roberto A. Candeira, Agustín G. Martinelli, Leonardo S. Avilla, Thomas H. Rich: Tetrapods from the Upper Cretaceous (Turonian–Maastrichtian) Bauru Group of Brazil: a reappraisal. In: Cretaceous Research. Bd. 27, Nr. 6, 2006, ISSN 0195-6671, S. 923–946, doi:10.1016/j.cretres.2006.05.002.
2. 1 2  Fernando E. Novas: The age of dinosaurs in South America. Indiana University Press, Bloomington IN 2009, ISBN 
978-0-253-35289-7, S. 283–284.
3. ↑  Matthew T. Carrano, Scott D. Sampson: The Phylogeny of Ceratosauria (Dinosauria: Theropoda). In: Journal of Systematic Palaeontology. Bd. 6, Nr. 2, 2008, ISSN 1477-2019, S. 183–236, doi:10.1017/S1477201907002246.
4. 1 2  Alexander W. A. Kellner, Diógenes de Almeida Campos: On a theropod dinosaur (Abelisauria) from the continental Cretaceous of Brazil. In: Arquivos do Museu Nacional. Bd. 60, Nr. 3, 2002, ISSN 0365-4508, S. 163–170.